# 异色飞蓬
异色飞蓬（学名：Erigeron allochrous）是菊科飞蓬属的植物。分布于俄罗斯以及中国大陆的新疆等地，生长于海拔2,800米的地区，常生于高山草地，目前尚未由人工引种栽培。